# Dicranota (Ludicia) trichoneura
Dicranota (Ludicia) trichoneura is een tweevleugelige uit de familie Pediciidae. De soort komt voor in het Oriëntaals gebied.